# تراویس مک‌کیب
تراویس مک‌کیب (انگلیسی: Travis McCabe؛ زادهٔ ۱۲ مهٔ ۱۹۸۹) دوچرخه‌سوار اهل ایالات متحده آمریکا است.
از باشگاه‌هایی که در آن بازی کرده‌است می‌توان به تیم دوچرخه‌سواری یونایتدهلثکر اشاره کرد.